# شاخه‌نماها
دندروگراما (نام علمی: Dendrogramma) نام یک سرده از فرمانرو جانوران است.